# Eve Arnoldová
Eve Arnoldová (nepřechýleně Arnold; 21. dubna 1912, Filadelfie, Pensylvánie – 4. ledna 2012, Londýn, Anglie) byla americká fotografka a fotožurnalistka, členka zpravodajské agentury Magnum Photos.

## Život a dílo
Narodila se do rodiny ruských imigrantů žijících ve Filadelfii. Fotografií se začala zabývat až v roce 1946 během práce ve fotolaboratoři. V roce 1948 studovala fotografii v New Yorku u Alexeje Brodoviče na The New School for Social Research. Svého učitele zaujala svými fotografiemi z Harlemu.
V roce 1951 začala přispívat do agentury Magnum jejíž plnohodnotnou členkou se stala v roce 1957. Fotografovala hodně celebrit z řad politiků, herců a umělců, např. Malcolma X, Michaila Baryšnikova nebo Marylin Monroe z jejíchž fotografií publikovala dokonce dvě knihy.
V roce 1962 se přestěhovala do Londýna odkud jezdila za fotoreportážemi do světa. Mezinárodní uznání se jí v tomto směru dostalo za knihu In China vydanou v roce 1980.

## Ocenění
Je držitelkou následujících titulů a ocenění:
- 2010 – Lifetime Achievement Award, the Sony World Photography Awards
- 2003 – Řád britského impéria
- 1980 – Lifetime Achievement Award, the American Society of Magazine Photographers, USA
- 1997 – Honorary Degree of Doctor of Science, Univerzita v St Andrews, Skotsko.
- Honorary Degree of Doctor of Letters, Staffordshire University.
- Doctor of Humanities, Richmond, the American International University v Londýně.
- Master Photographer, International Center of Photography, NYC.
- Honorary Officer of the Order of the British Empire (OBE) od vlády Spojeného království.

## Knihy
Vybrané publikace
- The Unretouched Woman, New York: Alfred A. Knopf, 1976.
- Flashback! The 50's, New York: Alfred A. Knopf, 1978.
- In China, New York: Alfred A. Knopf, 1980.
- In America, New York: Alfred A. Knopf, 1983.
- Marilyn Monroe: An Appreciation, New York: Alfred A. Knopf, 1987.
- Private View: Inside Baryshnikov's American Ballet Theater, New York, Bantam Books, 1988.
- All in a Day's Work, New York, Bantam Books, 1989.
- The Great British, New York: Alfred A. Knopf, 1991.
- In Retrospect, New York: Alfred A. Knopf, 1995.
- Marilyn Monroe by Eve Arnold, New York, Harry N. Abrams 2005
- Eve Arnold's People 2009
- All About Eve 2012